# Leandre Serrallach i Mas
Leandre Serrallach i Mas   (Barcelona, 30 de gener de 1837 - Barcelona, 28 de febrer de 1890) va ser un arquitecte català.

## Biografia
Fill del mestre d'obres Ignasi Serrallach i Serratosa (†1872), va ser arquitecte municipal de Barcelona i professor a l'Escola d'Arquitectura de Barcelona, on va ser un dels mestres d'Antoni Gaudí, al qual va contractar com a delineant en algunes de les seves obres (un altar al Masnou i la casa d'esbarjo Villa Arcadia a Montjuïc (Barcelona), 1876). Va ser també acadèmic de la Reial Acadèmia Catalana de Belles Arts de Sant Jordi, de la de San Fernando i de la Societat Econòmica d'Amics del País (1877). Va ser vocal de la Comissió tècnica de l'Exposició Universal de Barcelona (1888) i va presidir l'Associació d'Arquitectes de Catalunya (1875-76). Entre 1871 i 1888 va ser arquitecte municipal del Masnou, en substitució de l'arquitecte Miquel Garriga i Roca, que va passar a ser arquitecte de la Diputació de Barcelona. Hi va projectar la plaça d'Ocata (1872).
Entre les seves obres destaca l'església de l'Escorial de Vic (1900).
Va ser autor de diversos tractats sobre arquitectura: Observaciones acerca de las causas que influyen en el estado actual de la arquitectura (1884), Monumentos romanos de Tarragona (1886).